# هانس غوتورم
هانس غوتورم هو سياسي نرويجي، ولد في 26 يونيو 1927، وتوفي في 28 سبتمبر 2013. نشط حزبياً في حزب العمال. وقد انتخب نائب عضو برلمان النرويج ‏ عن دائرة Finnmark electoral division ‏ وقد انضم خلال فترته النيابية ‏ (1965 – 1969) للكتلة البرلمانية حزب العمال وانتخب member of the Sami Parliament of Norway ‏ عن دائرة  (1989 – 1993).